# We Design The Future
We Design The Future је сингл београдског електро синт поп састава Max & Intro. Објављен је 1985. године за издавачку кућу ПГП РТБ, а на њему се налазе песме Остави све и Београдска девојка. Као демо снимци песме Остави све и Београдска девојка нашле су се на топ листи Прекобројног часа, одакле их је Слоба Коњовић пребацио на Студио Б, где је песма Остави све стигло да шестог, а Београдска девојка до четвртог места листе.